# Рим Кин
Рим Кин (8. новембар 1911—1959.) је био камбоџански писац, један од оснивача модерне камбоџанске књижевности.

## Биографија
Рођен је 8. новембра 1911. године у Бак Тоуку у округу Пном Пен. Радио је као професор у Батамбангу. Од 1934. године ради у средњој школи у Сисовату. Од 1945. до 1947. године предаје у школи у Монивонгу. Потом се преселио у Пном Пен где је радио у Теолошкој школи. Предавао је и кмерски језик у војној школи у Батамбангу. Рим Кин се школовао у француским школама. У његово време, Камбоџа је била француска колонија. Аутор је "Софата", првог модерног и првог објављеног романа у Камбоџи. Дело је објављено године. Писано је у прози. Историмени филм снимљен је 1964. године. Покренуо је 1935. године седмичне новине Ратри Тнаи Саур (кмерски: រាត្រីថ្ងៃសៅរ៍?). Од 1955. до 1957. године Рим Кин је био први председник Камбоџанског удружења књижевника.